# سرقة الجمال
سرقة الجمال هو فيلم من نوع مراهقة ‏ وقصة البلوغ ودراما ورومانسية أُصدر في 1996. الفيلم من إنتاج فوكس سيرش لايت بيكتشرز، ومن توزيع تونتيث سينتشوري فوكس، وهو من إخراج برناردو برتولوتشي، أما السيناريو فكان من كتابة سوزان مينوت وبرناردو برتولوتشي.

## القصة
تقع أحداث الفيلم في إيطاليا. وقصة الفيلم الرئيسية حول العذرية.

## طاقم التمثيل
- د. و. موفيت
- ريتشل وايز
- جان ماريز
- ليف تايلر
- جيرمي أيرونز
- جوزيف فاينس
- سنيد كوزاك
- ستيفانيا ساندريلي
- Ignazio Oliva  [لغات أخرى]‏
- Anna Maria Gherardi [الإنجليزية]‏
- Francesco Siciliano  [لغات أخرى]‏
- Leonardo Treviglio  [لغات أخرى]‏
- Roberto Zibetti  [لغات أخرى]‏
- Donal McCann [الإنجليزية]‏
- جيسون فليمينغ
- Carlo Cecchi [الإنجليزية]‏

## الإنتاج
موسيقى الفيلم التصويرية كانت من تأليف ريتشارد هارتلي.

## وصلات خارجية
- سرقة الجمال على موقع IMDb (الإنجليزية)
- سرقة الجمال على موقع ميتاكريتيك (الإنجليزية)
- سرقة الجمال على موقع الموسوعة البريطانية (الإنجليزية)
- سرقة الجمال على موقع روتن توميتوز (الإنجليزية)
- سرقة الجمال على موقع نتفليكس (الإنجليزية)
- سرقة الجمال على موقع ألو سيني (الفرنسية)
- سرقة الجمال على موقع Turner Classic Movies (الإنجليزية)
- سرقة الجمال على موقع أول موفي (الإنجليزية)
- سرقة الجمال على موقع بوكس أوفيس موجو (الإنجليزية)
- سرقة الجمال على موقع فيلمافينيتي (الإسبانية)